# Corona austro-ungarica
La corona (in tedesco Österreichisch-ungarische Krone, in ungherese Osztrák-magyar korona) è stata la valuta ufficiale dell'Impero austro-ungarico dal 1892, quando rimpiazzò il fiorino austro-ungarico, fino alla sua dissoluzione nel 1918.

## Nome
Il nome ufficiale della valuta era Krone (al plurale Kronen) in Austria e korona in Ungheria. Erano tuttavia riconosciute altre denominazioni, che apparivano anche sulle banconote, nelle varie lingue dei paesi che facevano parte dell'Impero: koruna in ceco e slovacco, korona in polacco, корона in ruteno od ucraino, corona in italiano, krona in sloveno, kruna in croato, круна in serbo e coroană in romeno. A volte era anche utilizzato il nome latino, corona (plurale coronae).
Il simbolo della moneta era la sua abbreviazione: K. oppure Kr.

## Storia

### Introduzione
L'Impero austro-ungarico adottò il gold standard nel 1892, quando fu introdotta la nuova valuta corona. Era divisa in 100 centesimi, detti Heller in Austria e fillér in Ungheria. La nuova valuta fu posta a 2 corone per 1 fiorino, moneta precedentemente in circolazione. Dal 1900 in poi, le banconote in corone furono le uniche ad avere corso legale nel paese.

### Prima guerra mondiale
Il valore della nuova moneta scese rapidamente, a causa della prima guerra mondiale, finanziata per la maggior parte con l'emissione di titoli piuttosto che con le tasse. I prezzi aumentarono fino a sedici volte durante la guerra, poiché il governo non esitò a continuare a stampare moneta per pagare i conti, facendo in tal modo aumentare vertiginosamente l'inflazione.

### Dopo la guerra

#### Austria

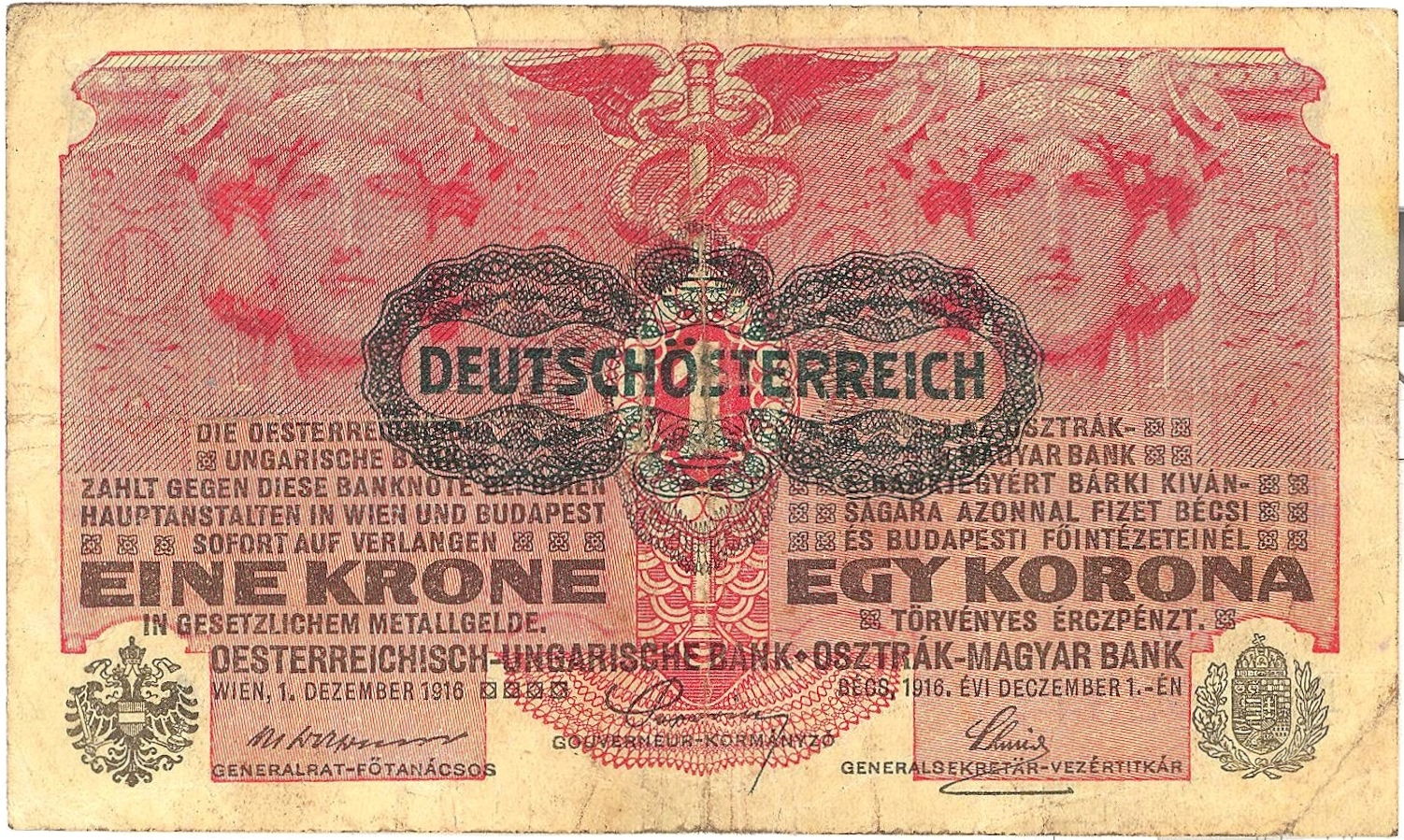
Una banconota stampata in modo da restringere la sua validità alla sola Austria. L'inflazione portò al cambio della moneta dalla vecchia corona al nuovo scellino nel 1925

Dopo la fine della prima guerra mondiale, si sperò che la corona potesse continuare ad esistere come valuta comune degli stati successori dell'Impero austro-ungarico, ma nel gennaio 1919, il Regno di Jugoslavia divenne il primo stato ad abolire la corona austro-ungarica. La Cecoslovacchia seguì la stessa strada, con l'introduzione della corona cecoslovacca, nel febbraio 1919, e, il 12 marzo 1919, il governo della Repubblica d'Austria stampò le banconote circolanti sul suo territorio con la scritta «DEUTSCHÖSTERREICH» (Austria tedesca).
L'economia austriaca non si stabilizzò dopo la guerra, anzi, seguì un periodo di iperinflazione. Nell'agosto 1922 i prezzi erano diventati 14 000 volte più elevati rispetto a prima dell'inizio della guerra, otto anni prima. Venne emessa una banconota di valore enorme, pari a 500 000 corone nel 1922. Crollò la fiducia nella moneta, che veniva spesa subito appena veniva acquisita. Nel gennaio 1923 l'Austria introdusse la corona d'oro, pari a 14 400 vecchie corone.
Nel dicembre 1923 il Parlamento austriaco autorizzò il governo a emettere monete d'argento da 5 000, 10 000 e 20 000 corone, che avrebbero dovuto essere chiamate mezzo-scellino, scellino e doppio scellino. Lo scellino divenne la valuta ufficiale dell'Austria il 20 dicembre 1924, al cambio di 10 000 corone per 1 scellino.

#### Ungheria
In Ungheria la valuta imperiale smise di essere stampata e fu rimpiazzata dalla corona ungherese. La nuova valuta fu in circolazione solo per pochi anni, essendo soggetta a iperinflazione, a causa delle conseguenze della prima guerra mondiale e del trattato di Trianon. La valuta fu sostituita dal pengő ungherese il 21 gennaio 1927 al cambio di 12 500 corone per 1 pengő.

#### Cecoslovacchia
In Cecoslovacchia la moneta fu sostituita dalla corona cecoslovacca. Il nome dell'ex valuta imperiale e della sua suddivisione in Heller è rimasta tuttora nella Koruna e nella sua suddivisione in haléř/halier (valute della Repubblica Ceca e della Slovacchia).

## Monete

### Monete in Austria
Le monete austriache erano coniate a Vienna. Esistevano monete da 1, 2, 10 e 20 Heller; 1, 2, 5, 10, 20 e 100 corone (sulle monete era stampato il nome in latino «CORONA»).
Dal 1921 al 1923 la Prima Repubblica Austriaca utilizzò come valuta la corona. 
| Valore, anno, piante, ornamenti, stemma di Stato |

| Imperatore Francesco Giuseppe I |

### Monete in Ungheria
Le monete ungheresi erano coniate nella famosa zecca di Kremnica. Esistevano tagli da 1, 2, 10 e 20 fillér; 1, 2, 5, 10, 20 e 100 corone.
| Monete in corone-fillér - Emissioni di circolazione | Monete in corone-fillér - Emissioni di circolazione | Monete in corone-fillér - Emissioni di circolazione | Monete in corone-fillér - Emissioni di circolazione | Monete in corone-fillér - Emissioni di circolazione | Monete in corone-fillér - Emissioni di circolazione | Monete in corone-fillér - Emissioni di circolazione | Monete in corone-fillér - Emissioni di circolazione | Monete in corone-fillér - Emissioni di circolazione            | Monete in corone-fillér - Emissioni di circolazione                                | Monete in corone-fillér - Emissioni di circolazione |                      |
| Figura                                              | Figura                                              | Valore                                              | Diametro                                            | Spessore                                            | Peso                                                | Composizione                                        | Margine                                             | Fronte                                                         | Retro                                                                              | Anno di primo conio                                 | Anno di ultimo conio |
| --------------------------------------------------- | --------------------------------------------------- | --------------------------------------------------- | --------------------------------------------------- | --------------------------------------------------- | --------------------------------------------------- | --------------------------------------------------- | --------------------------------------------------- | -------------------------------------------------------------- | ---------------------------------------------------------------------------------- | --------------------------------------------------- | -------------------- |
|                                                     |                                                     | 1 f                                                 | 17 mm                                               | 1,1 mm                                              | 1,67 g                                              | Bronzo 95% Rame 4% Stagno 4% Zinco                  | Liscio                                              | Sacra Corona di Ungheria                                       | Indicazione del valore e simbolo del conio                                         | 1892                                                | 1914                 |
|                                                     |                                                     | 2 f                                                 | 19 mm                                               | 1,5 mm                                              | 3,33 g                                              | Bronzo 95% Rame 4% Stagno 4% Zinco                  | Liscio                                              | Sacra Corona di Ungheria                                       | Indicazione del valore e simbolo del conio                                         | 1892                                                | 1915                 |
|                                                     |                                                     | 2 f                                                 | 17,3 mm                                             | 1,7 mm                                              | 2,78 g                                              | Ferro                                               | Liscio                                              | Sacra Corona di Ungheria                                       | Indicazione del valore e simbolo del conio                                         | 1916                                                | 1918                 |
|                                                     |                                                     | 10 f                                                | 19,0 mm                                             | 1,4 mm                                              | 3,0 g                                               | Nichel                                              | Seghettato                                          | Sacra Corona di Ungheria                                       | Indicazione del valore e simbolo del conio                                         | 1892                                                | 1909                 |
|                                                     |                                                     | 10 f                                                | 19,0 mm                                             | 1,4 mm                                              | 3,0 g                                               | Nichel argentato 50% Rame 40% Zinco 10% Nichel      | Seghettato                                          | Sacra Corona di Ungheria                                       | Indicazione del valore e simbolo del conio                                         | 1914                                                | 1916                 |
|                                                     |                                                     | 10 f                                                | 19.0 mm                                             | 1,5 mm                                              | 3,0 g                                               | Ferro                                               | Seghettato                                          | Sacra Corona di Ungheria                                       | Indicazione del valore e simbolo del conio                                         | 1915                                                | 1920                 |
|                                                     |                                                     | 20 f                                                | 21,0 mm                                             | 1,6 mm                                              | 4,0 g                                               | Nichel                                              | Seghettato                                          | Sacra Corona di Ungheria                                       | Indicazione del valore e simbolo del conio                                         | 1892                                                | 1914                 |
|                                                     |                                                     | 20 f                                                | 21,0 mm                                             | 1,5 mm                                              | 3,33 g                                              | Ferro                                               | Liscio                                              | Sacra Corona di Ungheria                                       | Indicazione del valore e simbolo del conio                                         | 1916                                                | 1922                 |
|                                                     |                                                     | 1 K                                                 | 23,0 mm                                             | 1,5 mm                                              | 5,0 g                                               | 835‰ argento                                        | BIZALMAM AZ ŐSI ERÉNYBEN e ornamenti                | Francesco Giuseppe I d'Austria e simbolo del conio             | Sacra Corona di Ungheria e indicazione del valore                                  | 1892                                                | 1906                 |
|                                                     |                                                     | 1 K                                                 | 23,0 mm                                             | 1,5 mm                                              | 5,0 g                                               | 835‰ argento                                        | BIZALMAM AZ ŐSI ERÉNYBEN e ornamenti                | Francesco Giuseppe I d'Austria e simbolo del conio             | Sacra Corona di Ungheria e indicazione del valore                                  | 1912                                                | 1916                 |
|                                                     |                                                     | 2 K                                                 | 27,0 mm                                             | 2,0 mm                                              | 10,0 g                                              | 835‰ argento                                        | BIZALMAM AZ ŐSI ERÉNYBEN e ornamenti                | Francesco Giuseppe I d'Austria e simbolo del conio             | Sacra Corona di Ungheria e indicazione del valore                                  | 1912                                                | 1914                 |
|                                                     |                                                     | 5 K                                                 | 36,0 mm                                             | 2,6 mm                                              | 24,0 g                                              | 900‰ argento                                        | BIZALMAM AZ ŐSI ERÉNYBEN e ornamenti                | Francesco Giuseppe I d'Austria e simbolo del conio             | Sacra Corona di Ungheria e indicazione del valore                                  | 1900                                                | 1909                 |
|                                                     |                                                     | 10 K                                                | 19,0 mm                                             | 0,9 mm                                              | 3,39 g                                              | 900‰ oro                                            | ornament                                            | Francesco Giuseppe I d'Austria                                 | Stemma dell'Ungheria con angeli, indicazione del valore e simbolo del conio        | 1892                                                | 1915                 |
|                                                     |                                                     | 20 K                                                | 21,0 mm                                             | 1,4 mm                                              | 6,78 g                                              | 900‰ oro                                            | BIZALMAM AZ ŐSI ERÉNYBEN e ornamenti                | Francesco Giuseppe I d'Austria                                 | Stemma dell'Ungheria con angeli, indicazione del valore e del conio                | 1892                                                | 1915                 |
|                                                     |                                                     | 20 K                                                | 21,0 mm                                             | 1,4 mm                                              | 6,78 g                                              | 900‰ oro                                            | BIZALMAM AZ ŐSI ERÉNYBEN e ornamenti                | Francesco Giuseppe I d'Austria                                 | Stemma dell'Ungheria e della Bosnia con angeli, indicazione del valore e del conio | 1914                                                |                      |
|                                                     |                                                     | 20 K                                                | 21,0 mm                                             | 1,4 mm                                              | 6,78 g                                              | 900‰ oro                                            | HARCBAN ÉS BÉKÉBEN A NEMZETTEL A HAZÁÉRT            | Carlo I d'Austria                                              | Stemma dell'Ungheria e della Bosnia con angeli, indicazione del valore e del conio | 1918                                                |                      |
|                                                     |                                                     | 100 K                                               | 37,0 mm                                             | 2,0 mm                                              | 33,9 g                                              | 900‰ oro                                            | BIZALMAM AZ ŐSI ERÉNYBEN e ornamenti                | Francesco Giuseppe I d'Austria                                 | Stemma dell'Ungheria con angeli, indicazione del valore e del conio                | 1907                                                | 1908                 |
| Corone - Monete commemorative                       |                                                     |                                                     |                                                     |                                                     |                                                     |                                                     |                                                     |                                                                |                                                                                    |                                                     |                      |
|                                                     |                                                     | 1 K                                                 | 23,0 mm                                             | 1,5 mm                                              | 5,0 g                                               | 835‰ argento                                        | BIZALMAM AZ ŐSI ERÉNYBEN e ornamenti                | Francesco Giuseppe I d'Austria, conio e indicazione del valore | Árpád                                                                              | 1896                                                | 1896                 |
|                                                     |                                                     | 5 K                                                 | 36,0 mm                                             | 3,6 mm                                              | 24,0 g                                              | 900‰ argento                                        | BIZALMAM AZ ŐSI ERÉNYBEN e ornamenti                | Francesco Giuseppe I d'Austria                                 | Incoronazione, indicazione del valore e conio                                      | 1907                                                | 1907                 |
|                                                     |                                                     | 100 K                                               | 37,0 mm                                             | 2,0 mm                                              | 33,9 g                                              | 900‰ oro                                            | BIZALMAM AZ ŐSI ERÉNYBEN e ornamenti                | Francesco Giuseppe I d'Austria                                 | Incoronazione, indicazione del valore e conio                                      | 1907                                                | 1907                 |
|                                                     |                                                     |                                                     |                                                     |                                                     |                                                     |                                                     |                                                     |                                                                |                                                                                    |                                                     |                      |

## Banconote
Le banconote in corone furono disegnate e stampate a Vienna dal 1900. Tutte le banconote emesse dalla Banca Austro-Ungarica erano bilingui e il valore era anche indicato nelle lingue locali. Le stesse banconote potevano essere utilizzate in tutto il territorio dell'Impero. Fino alla I guerra mondiale, tutte le banconote ebbero un lato tedesco e un lato ungherese; con l'inizio della guerra alcune banconote vennero emesse con il testo in entrambe le lingue su un solo lato.
| Serie dal 1900 al 1902                   | Serie dal 1900 al 1902 | Serie dal 1900 al 1902 | Serie dal 1900 al 1902 | Serie dal 1900 al 1902           | Serie dal 1900 al 1902           | Serie dal 1900 al 1902 | Serie dal 1900 al 1902 |
| Figura                                   | Figura                 | Valore                 | Dimensioni             | Fronte                           | Retro                            | Emessa                 | Fuori corso            |
| ---------------------------------------- | ---------------------- | ---------------------- | ---------------------- | -------------------------------- | -------------------------------- | ---------------------- | ---------------------- |
|                                          |                        | 10 Kronen / korona     | 121 × 80 mm            | Putti                            | Putti                            | 2 settembre 1901       | 28 febbraio 1907       |
|                                          |                        | 20 Kronen / korona     | 131 × 87 mm            | Donna che simboleggia l'Austria  | Donna che simboleggia l'Ungheria | 20 settembre 1900      | 30 giugno 1910         |
|                                          |                        | 50 Kronen / korona     | 150 × 100 mm           | Modelli di donna                 | Modelli di donna                 | 26 maggio 1902         | 31 dicembre 1916       |
|                                          |                        | 100 Kronen / korona    | 160 × 106 mm           | Allegorie di scienza e industria | Allegorie di arte e agricoltura  | 20 ottobre 1902        | 31 agosto 1912         |
|                                          |                        | 1000 Kronen / korona   | 191 × 127 mm           | Modello di donna                 | Modello di donna                 | 2 gennaio 1903         | 31 dicembre 1918       |
| Serie dal 1904 al 1910                   |                        |                        |                        |                                  |                                  |                        |                        |
|                                          |                        | 10 Kronen / korona     | 140 × 80 mm            | Principessa Rohan                | Principessa Rohan                | 25 febbraio 1905       | 31 dicembre 1918       |
|                                          |                        | 20 Kronen / korona     | 150 × 89 mm            | Modello di donna                 | Modello di donna                 | 22 giugno 1908         | 31 dicembre 1915       |
|                                          |                        | 100 Kronen / korona    | 163 × 107 mm           | Modello di donna                 | Modello di donna                 | 22 agosto 1910         | 31 maggio 1915         |
| Serie del 1912-1915                      |                        |                        |                        |                                  |                                  |                        |                        |
|                                          |                        | 10 Kronen / korona     | 150 × 80 mm            | Modello di uomo                  | Modello di uomo                  | 24 luglio 1916         | 31 dicembre 1918       |
|                                          |                        | 20 Kronen / korona     | 150 × 89 mm            | Modello di donna                 | Modello di donna                 | 29 settembre 1913      | 31 dicembre 1918       |
|                                          |                        | 50 Kronen / korona     | 162 × 100 mm           | Modello di donna                 | Modello di donna                 | 18 dicembre 1916       | 31 dicembre 1918       |
|                                          |                        | 100 Kronen / korona    | 163 × 107 mm           | Modello di donna                 | Modello di donna                 | 13 dicembre 1912       | 31 dicembre 1918       |
| Serie di guerra                          |                        |                        |                        |                                  |                                  |                        |                        |
|                                          |                        | 1 Krone / korona       | 112 × 67 mm            | Architettura classica            | Testa frigia                     | 21 dicembre 1916       | 31 dicembre 1918       |
|                                          |                        | 2 Kronen / korona      | 112 × 67 mm            | Modello di donna                 | Valore                           | 16 agosto 1914         | 31 luglio 1917         |
|                                          |                        | 2 Kronen / korona      | 125 × 85 mm            | Modello di donna                 | Modello di donna                 | 9 luglio 1917          | 31 dicembre 1918       |
| Serie del dopoguerra (validità limitata) |                        |                        |                        |                                  |                                  |                        |                        |
|                                          |                        | 25 Kronen / korona     | 135 × 80 mm            | Modello di donna                 | vuoto                            | 30 ottobre 1918        | 31 dicembre 1918       |
|                                          |                        | 200 Kronen / korona    | 168 × 100 mm           | Modello di donna                 | vuoto                            | 30 ottobre 1918        | 31 dicembre 1918       |
|                                          |                        | 10 000 Kronen / korona | 191 × 127 mm           | Modello di donna                 | Modello di donna                 | 19 dicembre 1918       | 31 dicembre 1918       |